# Molochio
Molochio és un comune (municipi) de la Ciutat metropolitana de Reggio de Calàbria, a la regió italiana de Calàbria, situat a uns 80 km al sud-oest de Catanzaro i a uns 40 km al nord-est de Reggio de Calàbria. A 1 de gener de 2019 la seva població era de 2.454 habitants.
Molochio limita amb els municipis següents: Ciminà, Cittanova, Taurianova, Terranova Sappo Minulio i Varapodio.